# Paddock Lake
Paddock Lake est un village du comté de Kenosha, dans l'État du Wisconsin, aux États-Unis. En 2020, il comptait une population de 2 919 habitants.